# Kemutug Kidul
Kemutug Kidul is een plaats en bestuurslaag (kelurahan) in het onderdistrict (kecamatan) Baturraden in het regentschap Banyumas van de provincie Midden-Java, Indonesië. Kemutug Kidul telt 2.679 inwoners (volkstelling 2010).